# 1415

## Esdeveniments
Països Catalans
Resta del món
- 25 d'octubre - Azincourt (Pas de Calais, França): Enric V d'Anglaterra hi derrota els francesos (batalla d'Azincourt, guerra dels Cent Anys).[1]
- 22 d'agost - Ceuta: Conquesta de Ceuta per Joan I de Portugal.

## Naixements
Països Catalans
Resta del món
- 10 de març - Moscou, Gran Ducat de Moscou: Basili II, Gran Príncep de Moscou de 1425 a 1462 (m. 1462).[2]

## Necrològiques
Països Catalans
Resta del món
- 6 de juliol - Constança (Baden-Württemberg, Alemanya): Jan Hus, reformador bohemi, fet cremar per heretge pel Concili de Constança (n. entre 1369 i 1373).[3]